# Tankovaja armija

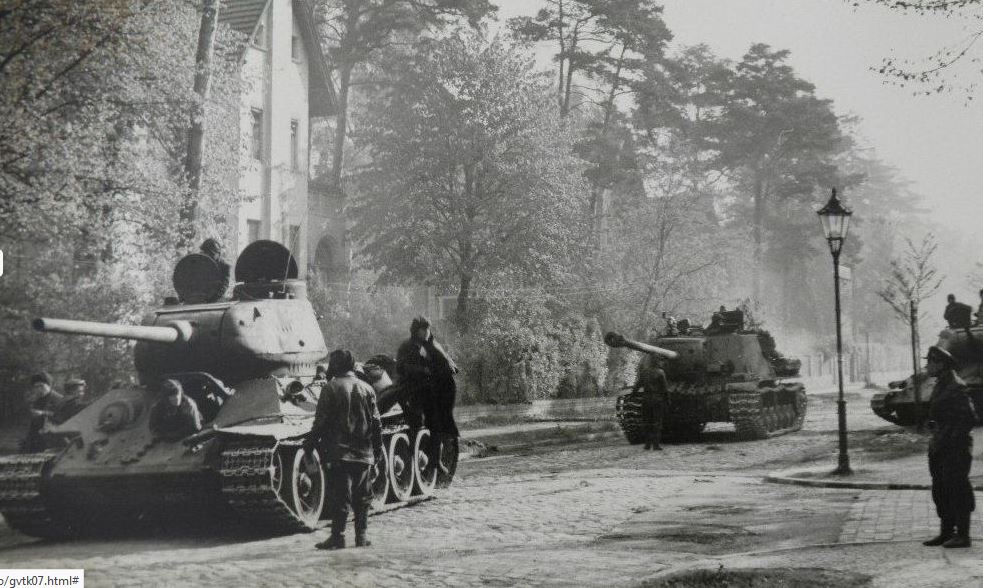
Un carro T-34/85 e un cannone semovente ISU-122) della 3ª Armata corazzata delle guardie (3-ja gvardejskaja tankovaja armija) in azione durante la battaglia di Berlino

La Tankovaja armija (in cirillico танковая армия; nelle fonti in lingua italiana Armata corazzata), fu la grande unità militare più potente dell'Armata Rossa durante la seconda guerra mondiale. Costituite per la prima volta nella primavera 1942 per dotare i vari Fronti di una componente interamente mobile e con sufficiente forza d'urto per competere con le formazioni corazzate tedesche, inizialmente non ottennero grandi successi e dovettero essere completamente riorganizzate e riequipaggiate all'inizio del 1943. 
A partire da questo periodo vennero costituite interamente da unità meccanizzate e divennero completamente mobili, in grado di effettuare sfondamenti, avanzare a grande profondità, respingere contrattacchi nemici. Divennero quindi il punto di forza dell'Armata Rossa e le unità più temute dal nemico; assegnate ai vari Fronti per le operazioni più importanti, svolsero un ruolo decisivo in tutte le grandi vittorie della seconda parte della guerra. Costituite di regola da due Corpi corazzati e un Corpo meccanizzato oltre ad unità separate di supporto e reparti indipendenti di carri armati e semoventi pesanti, disponevano in media di circa 600-800 carri armati. Durante la guerra furono costituite sei armate carri e tutte ricevettero il titolo onorifico di unità delle guardie per il valore e i risultati ottenuti sul campo di battaglia.

## Storia
Dopo la distruzione quasi totale delle forze meccanizzate dell'Armata Rossa all'inizio dell'operazione Barbarossa, lo Stavka e il comando superiore delle forze corazzate dovettero intraprendere un programma di completa ricostruzione delle forze mobili e di rielaborazione delle teorie strategiche e operative del loro impiego. I grandi e inefficaci "Corpi meccanizzati" costituiti in fretta prima della guerra, furono tutti disciolti e nelle primavera 1942 ebbe inizio la formazione dei primi Corpi carri (Tankovyj korpus), piccole formazioni costituite da tre brigate carri e una brigata fucilieri motorizzati, equipaggiate con un centinaio di carri armati moderni ma privi di supporti e sostegni paragonabili alle moderne Panzer-Division tedesche. L'alto comando sovietico in questa fase cercò di accelerare il processo di ricostituzione e riorganizzazione delle sue forze meccanizzate per poter affrontate la nuova offensiva estiva della Wehrmacht del 1942; quindi si procedette ad un tentativo prematuro di costituire unità organiche molto più grandi dei corpi carri, che fossero quasi equivalenti alle famose "Armate corazzate" (Panzerarmee o Panzergruppe) dell'esercito tedesco che sembravano dominare i campi di battaglia europei. Nell'maggio-giugno 1942 quindi lo Stavka organizzò le prime due "Armate carri" (Tankovaja armija), la 3ª Armata corazzata e la 5ª Armata corazzata, costituite raggruppando due o tre dei nuovi corpi carri con unità di fanteria, cavalleria e artiglieria. Si trattava quindi di unità non omogenee, costituite con reparti misti, assegnati all'Armata corazzata a secondo della missione che le era assegnata.

## Tankovaja Armja dell'Armata Rossa
- 1ª Armata corazzata delle guardie
  -     - - Prima formazione: luglio 1942
    - - Seconda formazione: gennaio 1943
    - - Unità delle guardie dal: 25 aprile 1944

- 2ª Armata corazzata delle guardie
  -     - - Formazione: gennaio 1943
    - - Unità delle guardie dal: 20 novembre 1944

- 3ª Armata corazzata delle guardie
  -     - - Prima formazione: maggio 1942
    - - Seconda formazione: maggio 1943
    - - Unità delle guardie dal: 26 luglio 1943

- 4ª Armata corazzata delle guardie
  -     - - Prima formazione: agosto 1942
    - - Seconda formazione: luglio 1943
    - - Unità delle guardie dal: 18 marzo 1945

- 5ª Armata corazzata delle guardie
  -     - - Prima formazione: giugno 1942
    - - Seconda formazione: febbraio 1943
    - - Unità delle guardie dal: 25 febbraio 1943

- 6ª Armata corazzata delle guardie
  -     - - Formazione: gennaio 1944
    - - Unità delle guardie dal: 12 settembre 1944